# Henry Augustus Rowland
Henry Augustus Rowland, född 27 november 1848 i Honesdale, Pennsylvania, död 16 april 1901 i Baltimore, var en amerikansk fysiker.
Rowland var efter studier vid Rensselaer Polytechnic Institute professor vid Johns Hopkins University i Baltimore. Han angav en metod för framställning av felfria mikrometerskruvar och konstruerade en exakt delningsmaskin för framställning av konkava gitter, medelst vilka han uppmätte solspektret och gjorde grundläggande iakttagelser rörande detta. Han angav även en mycket god metod för snabbtelegrafering med växelströmmar. 
Rowland invaldes som utländsk ledamot av svenska Vetenskapsakademien 1894.

## Utmärkelser
Han tilldelades Rumfordpriset 1883, Henry Draper-medaljen 1890 och Matteuccimedaljen 1895.
Asteroiden 10557 Rowland är uppkallad efter honom. Även nedslagskratern Rowland på månen är uppkallad efter honom.